# Sharon Olds
Sharon Olds (São Francisco, 19 de novembro de 1942) é uma poetisa norte-americana. Em 1984, venceu o National Book Critics Circle Award. Em 2013, venceu o Prêmio Pulitzer de Poesia pela obra Stag's Leap.